# Villeneuve-Renneville-Chevigny
Villeneuve-Renneville-Chevigny  là một xã thuộc tỉnh Marne trong vùng Grand Est đông nam nước Pháp. Xã này nằm ở khu vực có độ cao trung bình 96 mét trên mực nước biển.